# Cianeto de cobre
O cianeto de cobre, ou cianeto de cobre (I) é um composto químico de fórmula CuCN. É incompatível com muitos ácidos e bases.

## Decomposição
O cianeto de cobre decompõem-se ao entrar em contacto com o cianeto de hidrogênio, óxido de azoto, monóxido de carbono, dióxido de carbono e azoto.

## Usos
Antigamente era utilizado como catalisador, como inseticida, fungicida e antivegetativo por causa de sua toxicidade.